# Guldsmedshyttan
Guldsmedshyttan er en del af byområdet Storå i Lindesbergs kommun i Sverige. I byen ligger støbefirmaet Vestas Castings Guldsmedshyttan (sv).
Byen ligger ved riksväg 50, cirka 15 kilometer nord for Lindesberg.

## Historie
Guldsmedshyttan nævnes i gamle papirer første gang omkring år 1460. I 1400-tallet blev her udvundet sølvmalm, og der lå en fabrik som fremstillede sølvet. I år 1551 anlagde Gustav Vasa en fabrik i Guldsmedshyttan. Den omfattede højovne, et kanonstøberi, et kulstøberi og et bøssepibesmedje.
Guldsmedshyttan er en gammel mine- og fabrikslandsby, opbygget omkring den i 1977 nedlagte Stripa gruva og Guldsmedshyttans bruk. Fabrikken blev anlagt i 1500-tallet og blev i slutningen af 1800-tallet udvidet til at være en moderne industri. Den sidste højovn ved Guldsmedshyttans bruk blev fjernet i 1978 af den daværende ejer Sandvik AB.
Stripa gruva i Guldsmedshyttan blev i 2006 fredet.

## Bebyggelsen
I byen ligger Guldsmedshyttans kyrka, lavstadieskole, børnehave, fritidshjem og en mindre hockeyarena og en fodboldbane, hvor ishockeyklubben GSK (Guldsmedshytte SK) og fodboldklubben GSBK (Guldsmedshyttan Stråssa Bollklubb) spiller. Ved siden af ishallen ligger løbeklubben Storådalens SK's klublokale.

### Herregården
Selv om herregården har rødder fra middelalderen, er de nuværende bygninger relativt nye. Eric Elzvik lod i 1846 opføre en herregård i træ samtidig med at flygelbygningen i sten blev anlagt. Træherregården blev revet ned i 1894 efter at Elzvik flyttede fra boligen. Den nuværende herregårdsbygning blev opført i 1893 i italiensk renæssance af fabriksejer Henrik Lundborg, som boede der frem til 1903. Siden skiftede stedet ejer jævnligt frem til 1928, hvor Skandinaviska Banken overtog bygningen for at benytte den som feriebolig. I 1959 købte Grängesbolaget herregården for at udnytte den som kursus- og konferencested.

## Erhvervsliv
I dag har fabrikken specialiseret sig i produktion af sejjern til vindkraftværker (Vestas). Fabrikkens mekaniske værksted er siden 2006 ejet af Empower.

## Musik
I byen ligger et hjemmeværnsmusikkor, Hemvärnets Musikkår Guldsmedshyttan. Koret har cirka 40 medlemmer. Der findes også et civilt musikkor med navnet Guldsmedshyttans musikkår, som blev oprettet i år 1900 med cirka seks medlemmer. Hjemmeværnskoret har blandt andet spillet for Kronprinsesse Victoria og Prins Daniel på deres bryllup den 19. juni 2010 i kortegen gennem Stockholm. Ud over hjemmeværnskoret og det civile kor findes også en sekstet bestående af medlemmer fra musikkoret.